# Contea di Gangjin
La contea di Gangjin (Gangjin-gun; 강진군; 康津郡) è una delle suddivisioni della provincia sudcoreana del Sud Jeolla.